# Quartier I (Turku)
Le Quartier I (finnois : I kaupunginosa) est un quartier de Turku en Finlande.

## Description
Le quartier I se situe sur la rive Est du fleuve Aura entre les rues Uudenmaankatu et Helsinginkatu (valtatie 1) et est limité au sud par la rue Kupittaankatu.
Dans le quartier se trouvent l'université de Turku et l'Åbo Akademi, le centre hospitalier universitaire de Turku (TYKS) et la cour d'appel de Turku installée dans la Maison académique.
On y trouve aussi la cathédrale de Turku et l'ancienne caserne de Sirkkala ainsi que la caserne de Turku.

## Galerie

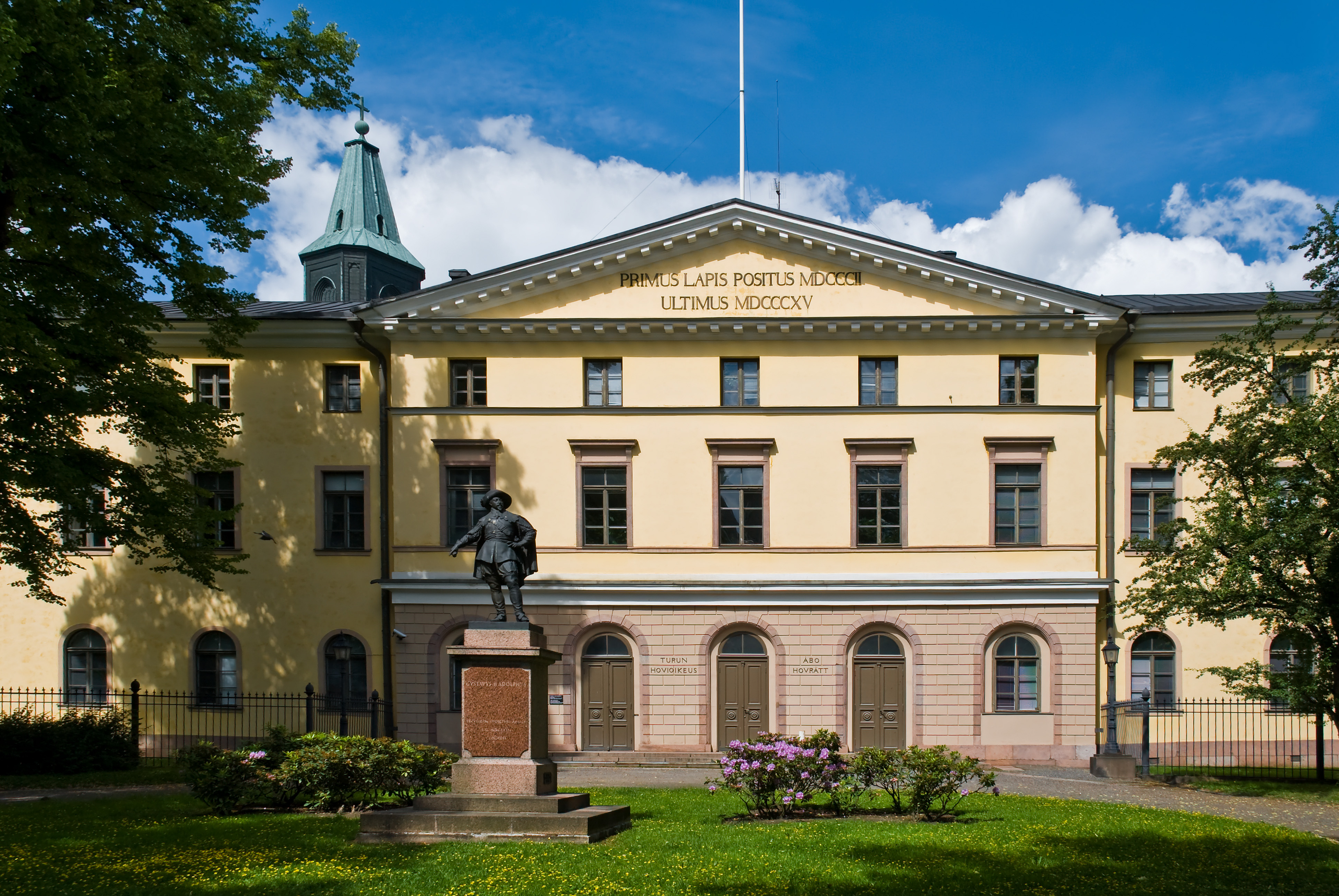
Cour d'appel de Turku.
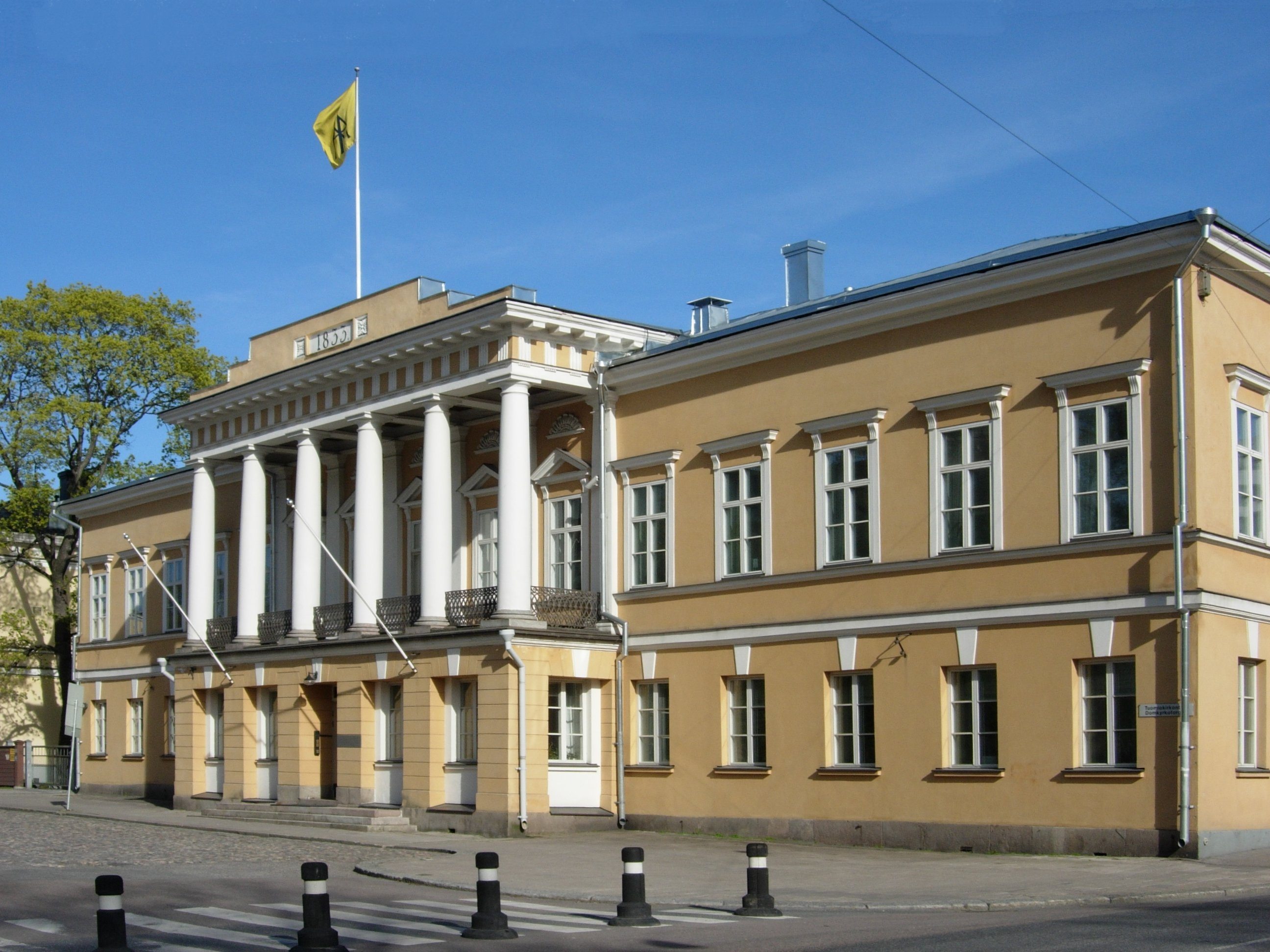
Bâtiment principal de l'Åbo Akademi.
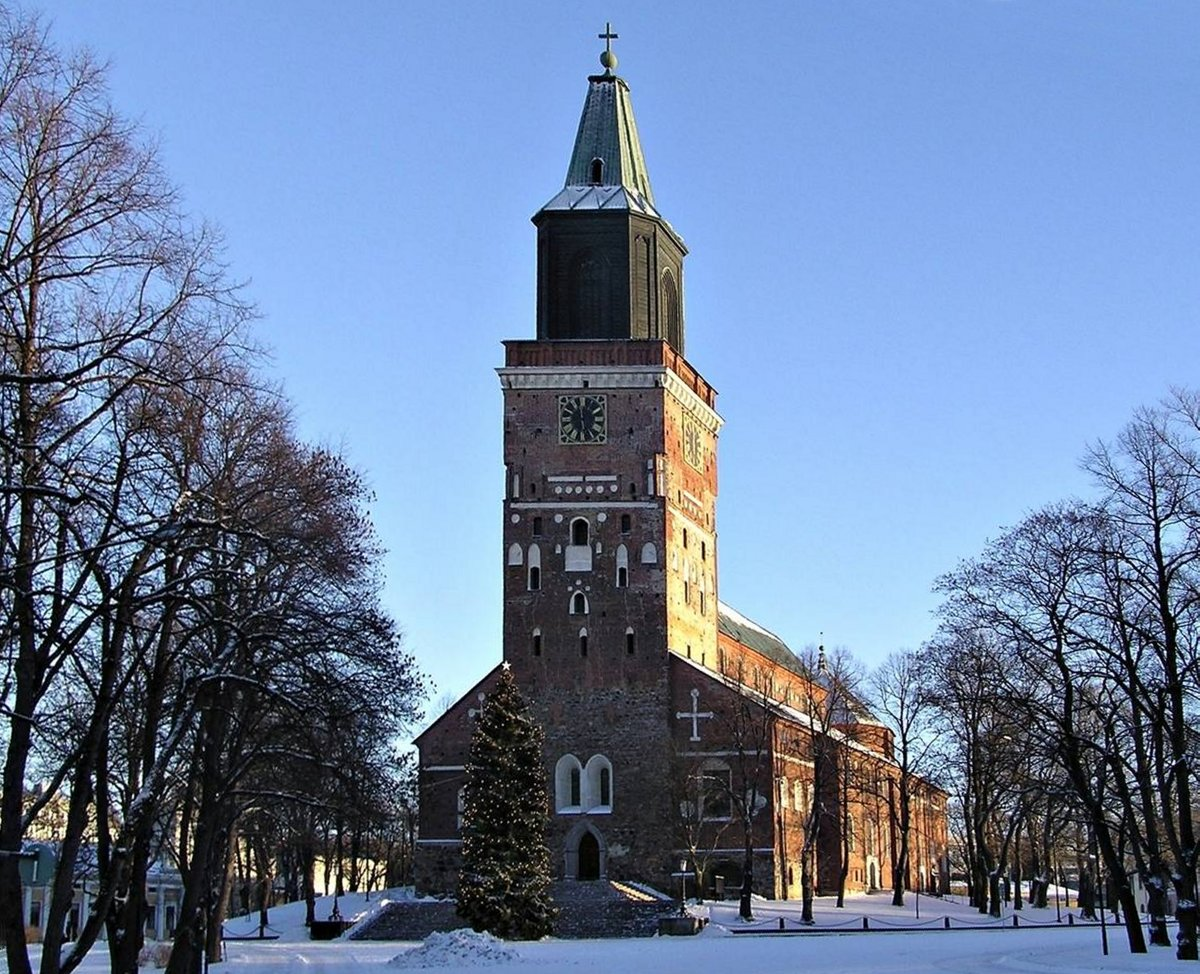
Cathédrale de Turku
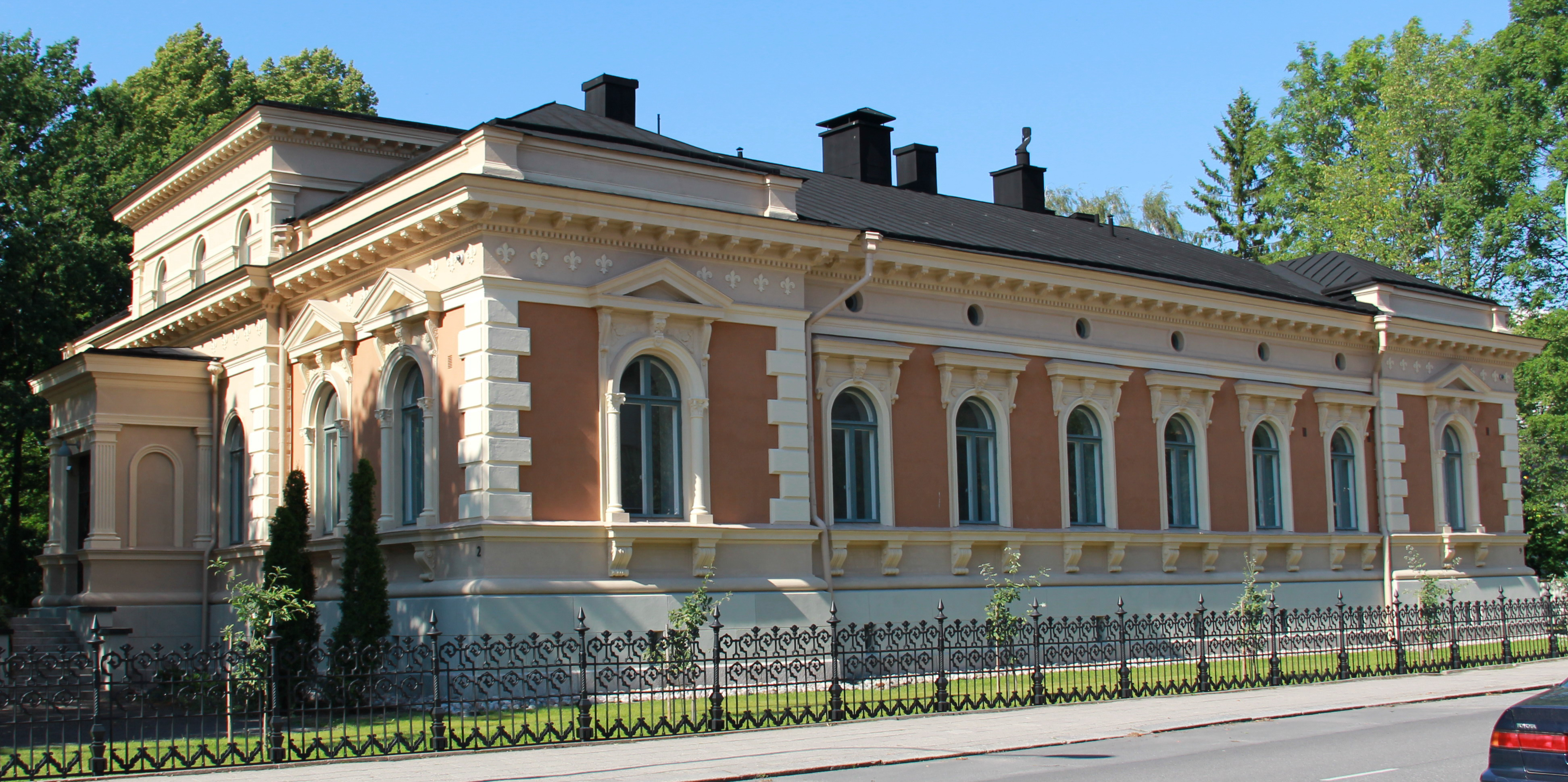
Archevêché de Turku
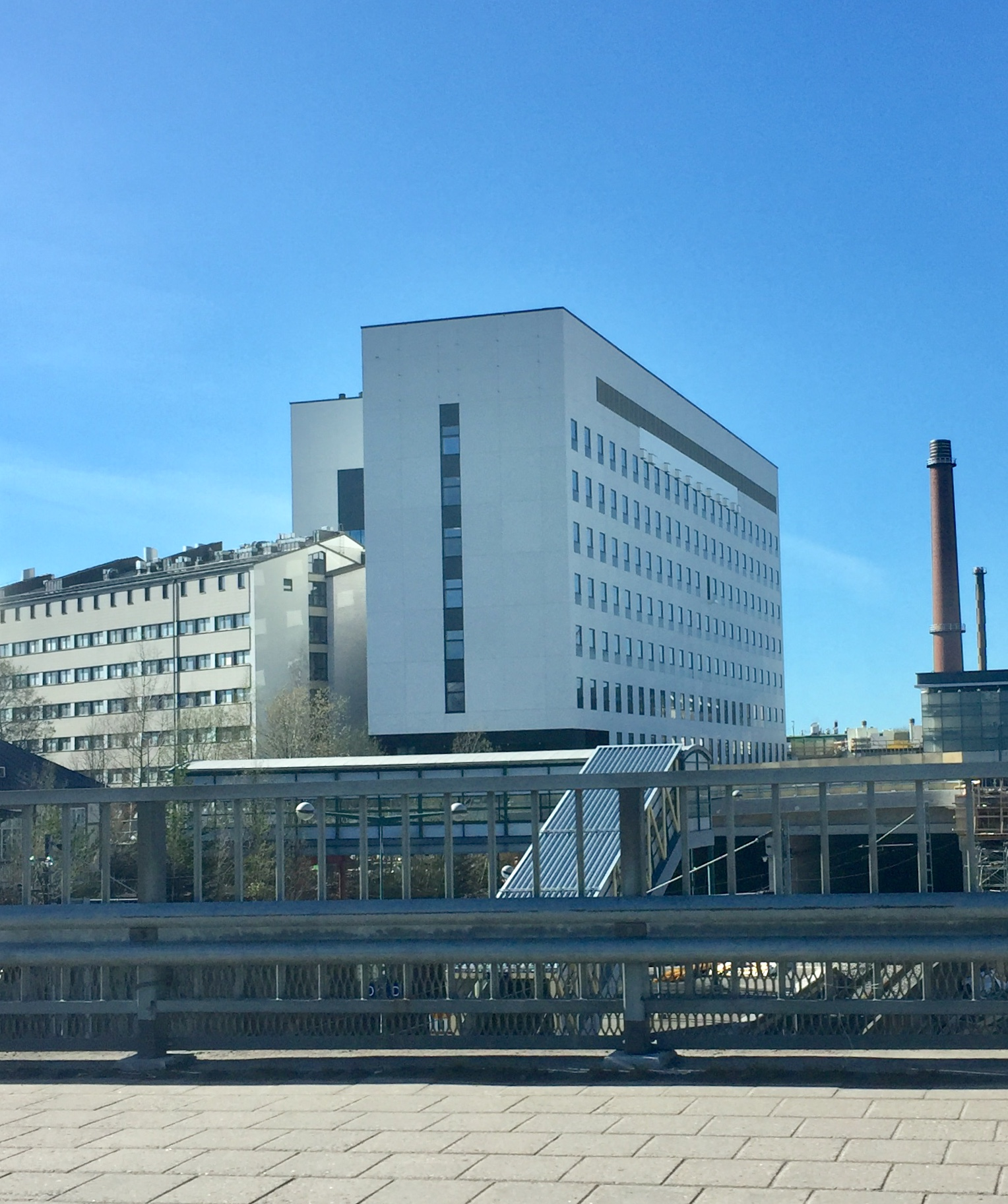
Medisiina D.